# Edge of Tomorrow
Pour plus de détails, voir Fiche technique et Distribution.
Edge of Tomorrow ou Un jour sans lendemain au Québec est un film de science-fiction américano-canadien réalisé par Doug Liman, sorti en 2014. Il s'agit de l'adaptation cinématographique du light novel japonais All You Need Is Kill de Hiroshi Sakurazaka.

## Synopsis
Dans un futur proche, une météorite s'écrase à proximité de Hambourg. Des hordes d'extraterrestres extrêmement organisés, les « mimics », envahissent l'Europe. Une coalition de dix-sept nations est formée pour combattre les mimics, elle est nommée « force de défense unie » (FDU). En cinq ans, cette guerre mondiale fait des millions de victimes. Les mimics semblent anticiper toutes les actions des militaires. Contre toute attente, les humains gagnent la bataille de Verdun avec des pertes très faibles. Cette victoire est l’œuvre du sergent Rita Vrataski, qui a tué des centaines de mimics dès son premier jour de combat, équipée de la nouvelle armure. Elle devient ainsi l'héroïne de l'armée et les médias la surnomment « l'ange de Verdun ».
Le commandant William Cage est un spécialiste du service des relations publiques de l'armée américaine. Il est convoqué au quartier général de la FDU, à Londres, par le général Brigham qui lui annonce qu'il couvrira le lendemain l'opération « Crépuscule » comme correspondant de guerre en immersion parmi les soldats. L'opération consiste à lancer un débarquement sur les côtes françaises. Brigham est persuadé qu'il y aura peu de résistance ennemie d'après les observations des satellites. Cage, qui n'a jamais combattu et n'en a jamais eu envie, essaye de discuter pour ne pas y être envoyé. Brigham a bien compris que Cage ne veut pas partir, mais il est inflexible. Cage refuse l'ordre et fait du chantage au général, qui semble céder. À peine sorti du bureau, le général ordonne l'arrestation de Cage, qui tente de s'enfuir, la police militaire le poursuit et le tase.
Stupéfait, Cage se réveille menotté à l'aéroport londonien d'Heathrow qui a été reconverti en base militaire. Un caporal agressif l'interpelle. Le sergent maitre Farell intervient et lui apprend qu'il est inscrit comme simple soldat, et enregistré comme déserteur ayant été rattrapé. Il est affecté à l'escouade J, qui est constituée des soldats Skinner, Kimmel, Griff, Ford, Nance et Kuntz. Certains militaires surnomment Rita la « full métal pétasse », à cause de son attitude froide et hautaine. Elle dirige une escouade des meilleurs soldats.
Le lendemain, les soldats sont embarqués dans des hélicoptères de transport de troupes et largués sur une plage française. Les mimics sont embusqués en retrait de la plage et abattent les hélicoptères en vol. L'hélicoptère transportant l'escouade J est touché avant le début du largage. Le pilote se pose en catastrophe et la plupart s'en sortent. Un hélicoptère s'écrase sur Kimmel, Cage évite de peu de se faire écraser par un autre hélicoptère. De cette épave sort l'escouade de Rita, qui se jette dans la bataille. Fasciné, Cage observe Rita qui combat les mimics au corps à corps avec détermination. Les mimics ressemblent à des pieuvres noires teintées d'orange, ils sont très agressifs, rapides et agiles. De plus, ils sont sans pitié, ne font pas de prisonnier et combattent jusqu'à la mort. Juste après avoir abattu un mimic, Rita remarque Cage, allongé sur le sable. L'épave de l'hélicoptère, à côté de laquelle elle est restée debout, explose. Elle est projetée à côté de Cage, tuée sur le coup. Paniqué, il tente de fuir le champ de bataille et se dirige vers la mer. Farell l'intercepte et le fait se diriger vers la plage, où il rassemble les survivants de l'escouade J. Cage ne sait pas comment débloquer la sécurité de sa mitraillette. Personne ne veut lui expliquer comment faire, de peur que par maladresse, il tire sur ses camarades. Les soldats qui sont parvenus à débarquer sont rapidement massacrés. Les mimics ignorent Cage, ils attaquent en priorité les soldats qui leur tirent dessus. Cage parvient enfin à débloquer la sécurité de son arme et abat un mimic en tombant à la renverse. Alors qu'il s'en réjouit, un mimic bleuâtre, plus gros que les autres, émerge du sable juste à sa droite. Il fait le mort et le mimic ne le remarque pas, il observe le champ de bataille. Les autres mimics semblent venir lui rendre compte de la situation. Le chargeur de la mitraillette de Cage est vide. Il remarque une mine Claymore à sa gauche. Le mimic bleu le repère et bondit sur lui, mais Cage attrape la mine et la déclenche face au mimic. Tous deux sont déchiquetés dans l'explosion, le « sang » du mimic se répand sur Cage alors qu'il est en train de mourir.
Il se réveille en sursaut à Heathrow dans la même situation que la veille. Perplexe, Cage comprend rapidement qu'il est revenu dans le passé. Des répliques de ses interlocuteurs de la veille lui reviennent en mémoire au fur et à mesure des conversations. Cage s'aperçoit rapidement qu'il est le seul à être dans cette situation, tous les autres vivent cette journée pour la première fois. Le lendemain, il débarque à nouveau. Il a le temps d'avertir Kimmel qui se retourne et voit l'hélicoptère s'écraser sur lui. Il se jette sur Rita pour la sauver de l'explosion et est blessé à sa place. Paralysé et inquiet, il lui demande si sa blessure est grave. Sans exprimer ni gratitude ni compassion, elle ne lui dit que quelques mots, s'empare de la batterie de l'armure de Cage et l'abandonne à son sort. Rapidement, un mimic surgit du sable près de lui et le tue.
Il se réveille à nouveau à l'aéroport. Cage court au devant du véhicule du sergent Farell. En fournissant des informations personnelles qu'il n'est pas censé connaitre, il essaie de persuader Farell que ce qu'il dit est crédible et qu'il faut annuler le débarquement du lendemain. Au lieu de cela, il est bâillonné, car il menace le moral des troupes. Dans l'hélicoptère, il tente en vain d'avertir qu'il va être abattu. Sur la plage, Cage se précipite sur Kimmel, le pousse et ainsi le sauve, mais Cage se fait écraser par l'hélicoptère à sa place.
Tout recommence, cette fois, Cage pousse Kimmel pour le sauver et continue sa course pour éviter de se faire écraser. Connaissant le déroulement des événements, il court sur la plage en direction de l'épave d'où sort Rita. Mais il est percuté par un camion qui croise sa trajectoire et meurt sur le coup. Tout recommence, Cage peut ainsi agir plus vite et de façon plus précise. Il court plus vite et passe avant que le camion ne croise son chemin. Il se précipite sur Rita et abat les mimics qui allaient l'attaquer. Rita l'observe fascinée et comprend qu'il connaît à l'avance les événements. Alors qu'il lui dit de s'éloigner de l'épave avant qu'elle explose, elle reste immobile et jette son arme dans le sable. Elle lui dit de venir la voir lorsqu'il se réveillera. Il la regarde perplexe et ils sont tués tous les deux par l'explosion.
Cage s'entraîne chaque jour pour parvenir à s'échapper de son escouade et finit par retrouver Rita. Elle lui présente le docteur Carter, spécialiste en microbiologie avancée qui travaille sur les extraterrestres. Rita aussi a déjà vécu une journée qui se répète, c'est ainsi qu'elle est devenue l'héroïne de la bataille de Verdun. Le cycle est enclenché au contact du sang d'un certain type d'extraterrestre : celui qui a explosé avec Cage. Une transfusion sanguine peut briser ce cycle temporel. Ils décident d'utiliser cette capacité de revivre la journée pour gagner la guerre en tuant l'« Oméga », un extraterrestre qui contrôle tous les autres selon une théorie de Carter. La localisation de l'Oméga apparaît à Cage sous forme d'une vision.
Cage s'entraîne tous les jours. Il lui faut de nombreuses tentatives pour arriver jusqu'à l'endroit où se cache l'Oméga : le barrage de Curnera en Suisse, mais il se rend compte sur place que c'est un piège et que l'Oméga ne s'y trouve finalement pas. Cage et Rita changent alors de tactique, et décident d'utiliser un transpondeur qui permettrait à Cage de localiser l'Oméga. Cependant, ce dispositif est détenu par le général Brigham. Ils tentent alors, à de multiples reprises, d'arriver jusqu'au général sans se faire repérer, afin de le convaincre de leur donner la pièce nécessaire, et arrivent finalement à s'enfuir avec celle-ci. Le jour où Cage parvient à utiliser le transpondeur, il découvre que l'Oméga est embusqué dans les souterrains inondés du musée du Louvre, à Paris. Mais, pris en chasse et victime d'un accident, il se réveille dans un lit d'hôpital, après avoir subi une transfusion sanguine : sa capacité de revenir dans le passé disparaît alors.
Réussissant à s'échapper, Cage et Rita convainquent les membres de l'escouade J de les accompagner pour une mission de la dernière chance à Paris. Au moment où ils s'approchent du Louvre, leur avion se fait attaquer par des missiles tirés par les Mimics. Les pilotes de l'appareil sont abattus, Kimmel se fait tuer tandis que Griff se blesse gravement. Tous les membres de l'escouade parviennent à s'éjecter avant le crash, excepté Nance, n'ayant pas réussi à défaire son armure à temps. Cage retrouve les derniers membres de l'escouade J près de l'épave de leur avion. Il propose d'utiliser cette dernière pour rejoindre le Louvre sans se faire tuer. Tandis que Rita, Cage et Ford embarquent, Skinner et Griff décident de rester au sol pour couvrir les arrières des autres. Au moment où les Mimics s'approchent d'eux, Griff leur tire dessus jusqu'à épuisement de ses munitions. À ce moment-là, Skinner se fait exploser grâce à ses Claymores pour ralentir les autres Mimics. Griff est également tué dans l'explosion. Une course-poursuite s'engage alors entre les derniers membres de l'escouade J et les aliens. Durant la poursuite, Ford se fait attraper par un Mimic et meurt éjecté de l'avion. Cage prend la place de Ford afin de protéger Rita. Cette dernière envoie ensuite l'avion s'écraser à toute vitesse dans le Louvre pour échapper aux Mimics. En descendant dans le parking souterrain, les deux survivants repèrent un Alpha. Rita décide de se sacrifier en faisant diversion afin de permettre à Cage d'aller vers l'Oméga et le détruire. Rita dit à Cage qu'elle aurait aimé avoir l'occasion de le connaître un peu plus, elle l'embrasse puis part vers l'Alpha. Cage plonge et nage vers l'Oméga. Au moment où il s'apprête à prendre sa bandoulière d'explosifs, l'Alpha le transperce avec un tentacule. Cage laisse tomber les explosifs dans l'Oméga avant de mourir, provoquant l'anéantissement de tous les aliens dans l'explosion.
Par la suite, une substance issue de l'Oméga recouvre Cage. Celui-ci se réveille alors le jour précédent, peu avant sa rencontre avec le général Brigham. Il apprend à cette occasion que les extraterrestres sont devenus incapables de se battre, à la suite d'une explosion à Paris, et que les militaires progressent en Europe sans difficulté. Il croise peu après les membres de l'escouade J sans qu'aucun ne le reconnaisse, puis part à la rencontre de Rita qui l'accueille avec rudesse comme dans toutes les boucles temporelles précédentes, ce qui le fait sourire.

## Fiche technique

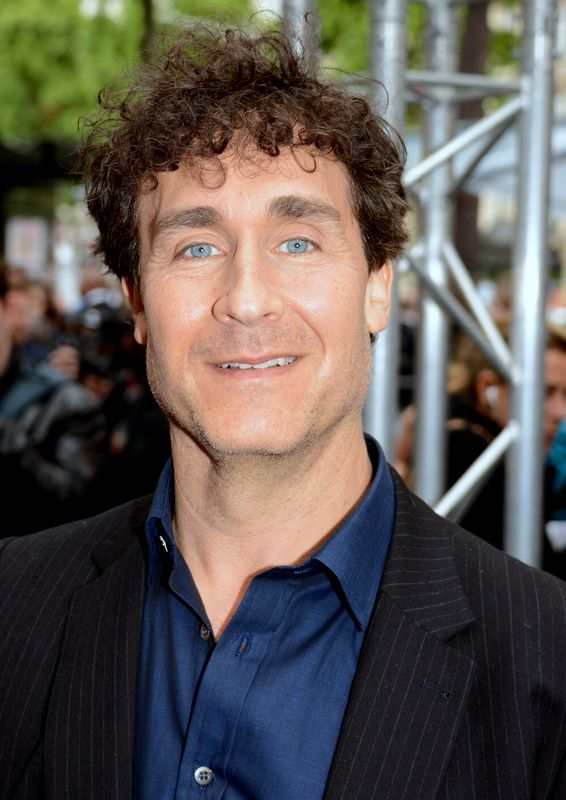
Le réalisateur Doug Liman, en mai 2014.

- Titre original : Edge of Tomorrow (parfois nommé d'après son slogan Live. Die. Repeat. pour sa sortie vidéo dans certains pays)
- Titre français : Edge of Tomorrow (sous-titré Aujourd'hui à Jamais)
- Titre québécois : Un jour sans lendemain
- Réalisation : Doug Liman
- Scénario : Christopher McQuarrie, Jez Butterworth et John-Henry Butterworth, d'après le light novel All You Need Is Kill de Hiroshi Sakurazaka
- Musique : Christophe Beck
- Direction artistique : Mark Harris, Ravi Bansal, Christian Huband, Jason Knox-Johnston, Andrew Palmer, Hayley Easton Street, Stephen Swain, Gary Tomkins, Alastair Bullock, Neil Lamont et Tuyet van thi Mach
- Décors : Oliver Scholl
- Costumes : Kate Hawley
- Photographie : Dion Beebe
- Son : Chris Burdon, Mark Taylor, Dominic Gibbs
- Montage : James Herbert et Laura Jennings
- Production : Gregory Jacobs, Jason Hoffs, Tom Lassally, Jeffrey Silver et Erwin Stoff

Direction de production : Jon Berg et Greg Silverman
Production exécutive : Kevin Maliakal
Production déléguée : Doug Liman, David Bartis, Bruce Berman, Hidemi Fukuhara, Joby Harold et Steven Mnuchin
Coproduction : Tim Lewis et Kim H. Winther
- Sociétés de production[2] :
  - États-Unis : 3 Arts Entertainment, avec la participation de Warner Bros., en association avec Village Roadshow Pictures, RatPac-Dune Entertainment et Viz Media
  - Canada : Prime Focus, avec la participation du Crédit d'impôt pour services de production de la province de la Colombie-Britannique
- Société de distribution : Warner Bros.
- Budget : 178 millions de $[3]
- Pays de production :  États-Unis,  Canada
- Langue originale : anglais
- Format[4] : couleur (Technicolor) - 35 mm / D-Cinema - 2,35:1 / 2,39:1 (Cinémascope) - son SDDS | Datasat | Dolby Digital | Dolby Atmos
- Genre : science-fiction, action, aventures, thriller
- Durée : 113 minutes
- Dates de sortie[5] :
  - Belgique, Suisse romande : 28 mai 2014[6],[7]
  - France : 4 juin 2014
  - États-Unis, Canada : 6 juin 2014
- Classification[8] :
  - États-Unis : accord parental recommandé, film déconseillé aux moins de 13 ans (certificat #49008) (PG-13 - Parents Strongly Cautioned)[Note 1].
  - Canada : certaines scènes peuvent heurter les enfants - Accord parental souhaitable (PG - Parental Guidance).
  - Québec : tous publics (G - General Rating).
  - France : tous publics (visa d'exploitation no 139728 délivré le 30 mai 2014)[9].
  - Suisse romande : interdit aux moins de 14 ans[10].

## Distribution
|                                                                                           |  |  |
| Les acteurs Tom Cruise et Emily Blunt à l'avant-première parisienne du film, en mai 2014. |  |  |

- Tom Cruise (VF : Jean-Philippe Puymartin ; VQ : Gilbert Lachance) : le commandant William « Bill » Cage
- Emily Blunt (VF : Laëtitia Lefebvre ; VQ : Camille Cyr-Desmarais) : la sergent Rita Rose Vrataski
- Brendan Gleeson (VF : Patrick Béthune ; VQ : Sylvain Hétu) : le général Brigham
- Bill Paxton (VF : Hervé Bellon ; VQ : Daniel Picard) : le sergent maître Bartolome Farell
- Jonas Armstrong (VF : Gérard Maillet ; VQ : Renaud Paradis) : Skinner
- Charlotte Riley (VF : Olivia Luccioni ; VQ : Rachel Graton) : Nance
- Noah Taylor (VF : Lionel Tua ; VQ : Nicolas Charbonneaux-Collombet) : le docteur Carter
- Franz Drameh (VF : Namakan Koné ; VQ : Jean-Philippe Baril-Guérard) : Ford
- Marianne Jean-Baptiste : la docteure Whittle
- Kick Gurry (VF : Loic Houdré ; VQ : Alexis Lefebvre) : Griff
- Tony Way (en) (VF : Jerome Wiggins ; VQ : Olivier Visentin) : Kimmel
- Dragomir Mrsic (en) : Kuntz
- Masayoshi Haneda : Takeda
- Madeleine Mantock (VF : Jacky Tavernier) : Julie

Sources et légende : version française (VF) sur RS Doublage et AlloDoublage ; Version québécoise (VQ) sur Doublage Québec

## Production

### Développement

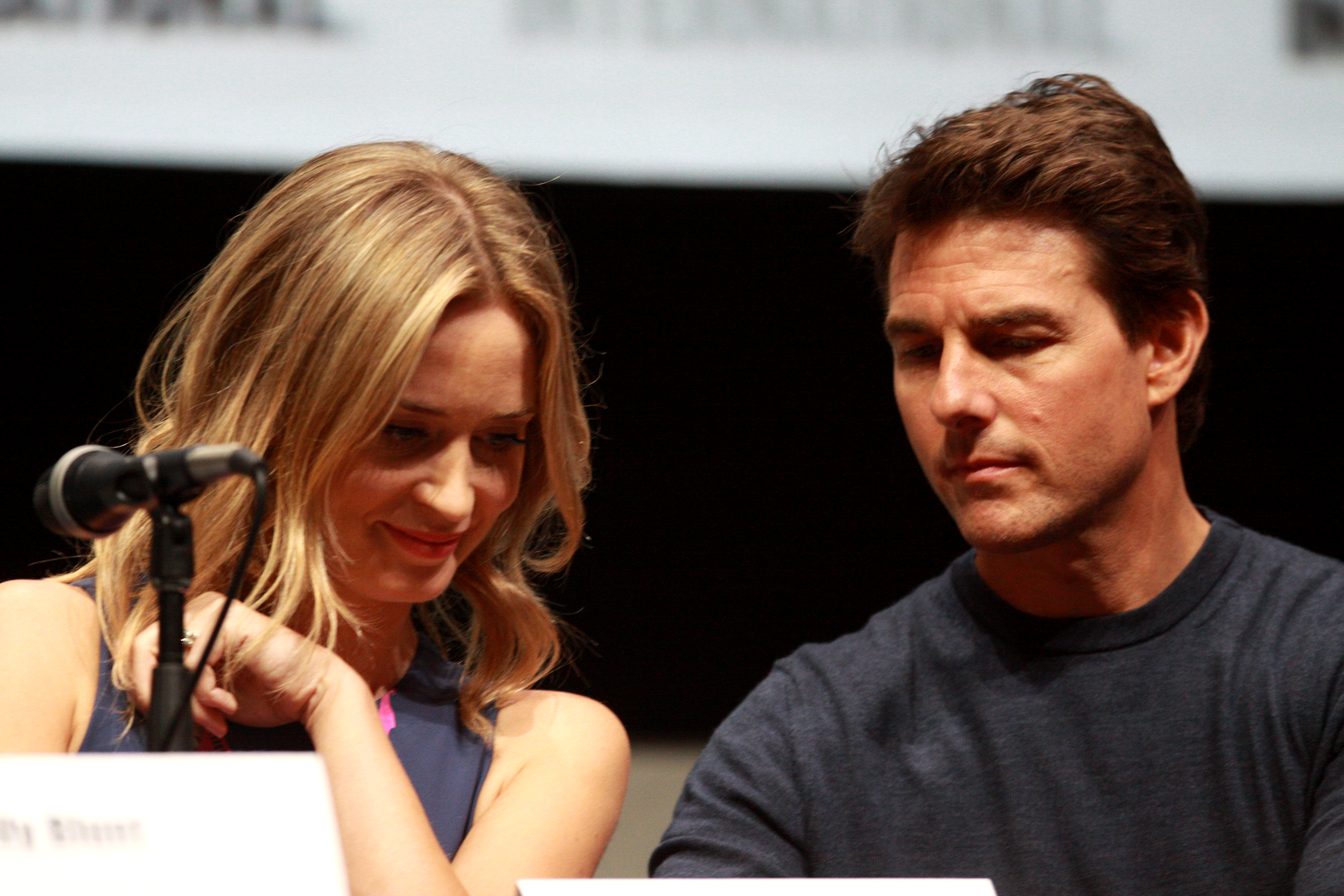
Les acteurs principaux Tom Cruise et Emily Blunt en pleine promotion du film au San Diego Comic-Con 2013.

Le projet est initialement développé sous le titre All You Need Is Kill. Il sera renommé en Edge of Tomorrow peu de temps avant le Comic-Con de juillet 2013.

### Attribution des rôles
Le studio voulait Brad Pitt pour le rôle principal, avant que Tom Cruise ne soit engagé en décembre 2011.

### Tournage
Le tournage débute à Londres et aux Warner Bros. Studios Leavesden près de Watford en septembre 2012.

## Musique
Sauf indication contraire, les informations mentionnées dans cette section peuvent être confirmées par le générique de fin de l'œuvre audiovisuelle présentée ici, ainsi que par la base de données cinématographiques IMDb,  présente dans la section « Liens externes ».
- Massive Mellow par Daniel Lenz.
- Railroad Track (en) par Willy Moon de 2013 (Farell emmène Cage jusqu'à l'escouade J ; Farell s'en va, Cage « fait connaissance » avec ses camarades).
- Trip Into The Light par Jeremy & The Harlequins (À Heathrow, les soldats de l'escouade J s'équipent de leurs armures de combat).
- Love Me Again par John Newman de 2013 (début du générique de fin).

### Bande originale
Musiques non mentionnées dans le générique
Par Christophe Beck :
- Angel Of Verdun, durée : 2 min 56 s.
- No Courage Without Fear, durée : 3 min.
- D-Day, durée : 2 min 35 s.
- Mimics And Alphas, durée : 1 min 25 s.
- PT, durée : 1 min 16 s.
- Find Me When You Wake Up, durée : 2 min 5 s.
- Navigating The Beach, durée : 2 min 1 s.
- Winning The War, durée : 1 min 27 s.
- Combat Training, durée : 1 min 16 s.
- Deadweight, durée : 1 min 31 s.
- Again!, durée : 1 min 48 s.
- Solo Flight, durée : 3 min 11 s.
- Decoy, durée : 1 min 23 s.
- Whitehall, durée : 2 min 9 s.
- Uncharted Territory, durée : 1 min 39 s.
- I'm Out, durée : 1 min 53 s.
- They Know We're Coming, durée : 2 min 6 s.
- Caged In, durée : 2 min 4 s.
- Ritaliation, durée : 1 min 39 s.
- The Omega, durée : 1 min 23 s.
- Welcome To London Major, durée : 2 min 22 s.
- Live Die Repeat, durée : 4 min 22 s.

## Accueil

### Accueil critique
Edge of Tomorrow est bien accueilli par la critique lors de sa sortie en salles, 90 % des 313 critiques collectées par le site Rotten Tomatoes sont favorables, pour une moyenne de 7,51⁄10, tandis qu'il obtient un score de 71⁄100 sur le site Metacritic, pour 43 critiques collectés. En France, le site Allociné propose une note moyenne de 3,5⁄5 à partir de l'interprétation de critiques provenant de 28 titres de presse.

### Box-office
Malgré de bonnes critiques, Edge of Tomorrow ne parvient qu'à prendre la troisième place du box-office américain le week-end de sa sortie avec 28 760 246 dollars de recettes, où il est diffusé dans 3 490 salles à cette période, avant de connaître le seuil maximum de 3 505 salles la semaine suivante. Avec 100 206 256 dollars de recettes en fin d'exploitation, le long métrage ne parvient pas à rentabiliser son coût de production (175 millions $), mais limite la casse à l'international avec 270 335 000 dollars, notamment en raison de sa performance au box-office chinois (65,7 millions $). Les recettes mondiales atteignent 370 541 256 $. Hors franchise Mission: Impossible et hors Tonnerre sous les tropiques, où il ne tient qu'un rôle secondaire, il s'agit du seul film de Tom Cruise en tête d'affiche à avoir atteint le seuil des 100 millions $ de recettes sur le sol américain depuis La Guerre des mondes en 2005.
| Pays ou région    | Box-office        | Date d'arrêt du box-office | Nombre de semaines |
| ----------------- | ----------------- | -------------------------- | ------------------ |
| États-Unis Canada | 100 206 256 $,    | 11 septembre 2014          | 14                 |
| France            | 1 239 848 entrées | 4 juin 2014                | 10                 |
| Total mondial     | 370 541 256 $     | -                          | -                  |

## Distinctions
Entre 2014 et 2015, Edge of Tomorrow a été sélectionné 49 fois dans diverses catégories et a remporté 11 récompenses.

### Distinctions 2014
| Festivals de cinéma                                                      | Catégorie / Récompense                              | Nommé(es) / Lauréat(es)                                         | Nommé(es) / Lauréat(es) |
| ------------------------------------------------------------------------ | --------------------------------------------------- | --------------------------------------------------------------- | ----------------------- |
| Association des critiques de films en ligne de Boston                    | Prix BOFCA du Meilleur montage                      | James Herbert et Laura Jennings                                 | Lauréat                 |
| Cercle des critiques de Phoenix (Phoenix Critics Circle)                 | Meilleur film d'horreur ou de science-fiction       | Edge of Tomorrow                                                | Nomination              |
| Prix de la bande-annonce d'or                                            | Meilleure bande-annonce de film d’action            | Warner Bros. Pictures et Wild Card                              | Nomination              |
| Prix de la bande-annonce d'or                                            | Meilleure bande-annonce blockbuster de l'été 2014   | Warner Bros. et The AV Squad                                    | Nomination              |
| Prix du jeune public                                                     | Meilleur film d'action / aventure                   | Edge of Tomorrow                                                | Nomination              |
| Prix du jeune public                                                     | Meilleur acteur dans un film d’action / aventure    | Tom Cruise                                                      | Nomination              |
| Prix du jeune public                                                     | Meilleure actrice dans un film d’action / aventure  | Emily Blunt                                                     | Nomination              |
| Prix Rondo Hatton horreur classique (Rondo Hatton Classic Horror Awards) | Meilleur film                                       | Doug Liman                                                      | Nomination              |
| Prix Schmoes d'or (Golden Schmoes Awards)                                | Schmoes d'or du Film le plus sous-estimé de l'année | Edge of Tomorrow                                                | Lauréat                 |
| Prix Schmoes d'or (Golden Schmoes Awards)                                | Meilleur film de science-fiction de l'année         | Edge of Tomorrow                                                | Nomination              |
| Prix Schmoes d'or (Golden Schmoes Awards)                                | La plus grande surprise de l'année                  | Edge of Tomorrow                                                | Nomination              |
| Prix Schmoes d'or (Golden Schmoes Awards)                                | Meilleurs S&C de l'année                            | Emily Blunt                                                     | Nomination              |
| Société des critiques de films de Las Vegas                              | Meilleur montage de film                            | James Herbert et Laura Jennings                                 | Lauréat                 |
| Société des critiques de films de Phoenix                                | Prix PFCS du Film négligé de l'année                | Edge of Tomorrow                                                | Lauréat                 |
| Société des critiques de films de Phoenix                                | Prix PFCS des Meilleures cascades                   | Edge of Tomorrow                                                | Lauréat                 |
| Société des critiques de films de Phoenix                                | Meilleurs effets visuels                            | Gary Brozenich, Nick Davis, Jonathan Fawkner et Matthew Rouleau | Nomination              |
| Société des critiques de films de San Diego                              | Prix SDFCS du Meilleur montage                      | James Herbert et Laura Jennings                                 | Lauréat                 |
| Sondage des critiques d'Indiewire                                        | Meilleur montage                                    | James Herbert et Laura Jennings                                 | Nomination              |

### Distinctions 2015
| Festivals de cinéma                                                                       | Catégorie / Récompense                                                                    | Nommé(es) / Lauréat(es)                                                                    | Nommé(es) / Lauréat(es) |
| ----------------------------------------------------------------------------------------- | ----------------------------------------------------------------------------------------- | ------------------------------------------------------------------------------------------ | ----------------------- |
| Académie des films de science-fiction, fantastique et d'horreur - Prix Saturn             | Prix Saturn dun Meilleur montage                                                          | James Herbert et Laura Jennings                                                            | Lauréat                 |
| Académie des films de science-fiction, fantastique et d'horreur - Prix Saturn             | Meilleur film de science-fiction                                                          | Edge of Tomorrow                                                                           | Nomination              |
| Académie des films de science-fiction, fantastique et d'horreur - Prix Saturn             | Meilleure actrice                                                                         | Emily Blunt                                                                                | Nomination              |
| Académie des films de science-fiction, fantastique et d'horreur - Prix Saturn             | Meilleur acteur                                                                           | Tom Cruise                                                                                 | Nomination              |
| Académie des films de science-fiction, fantastique et d'horreur - Prix Saturn             | Meilleure réalisation                                                                     | Doug Liman                                                                                 | Nomination              |
| Académie des films de science-fiction, fantastique et d'horreur - Prix Saturn             | Meilleur scénario                                                                         | Christopher McQuarrie, Jez Butterworth et John-Henry Butterworth                           | Nomination              |
| Académie des films de science-fiction, fantastique et d'horreur - Prix Saturn             | Meilleurs effets spéciaux                                                                 | Gary Brozenich, Nick Davis, Jonathan Fawkner, Daniel Kramer et Matthew Rouleau             | Nomination              |
| Alliance des femmes journalistes de cinéma                                                | Récompenses féminines EDA du coup de pied au cul de la meilleure actrice de film d'action | Emily Blunt                                                                                | Lauréat                 |
| Alliance des femmes journalistes de cinéma                                                | Plus flagrante différence d'âge entre le personnage principal et l'aimée                  | Tom Cruise (né en 1962) et Emily Blunt (née en 1983)                                       | Nomination              |
| Association du cinéma et de la télévision en ligne (Online Film & Television Association) | Meilleur montage de film                                                                  | Edge of Tomorrow                                                                           | Nomination              |
| Association du cinéma et de la télévision en ligne (Online Film & Television Association) | Meilleur montage d'effets sonores                                                         | Edge of Tomorrow                                                                           | Nomination              |
| Association du cinéma et de la télévision en ligne (Online Film & Television Association) | Meilleure coordination de cascades                                                        | Edge of Tomorrow                                                                           | Nomination              |
| Association centrale des critiques de films de l'Ohio                                     | Meilleur film passé inaperçu                                                              | Edge of Tomorrow                                                                           | Nomination              |
| Association des critiques de cinéma                                                       | Prix Critics Choice de la Meilleure actrice dans un film d'action                         | Emily Blunt                                                                                | Lauréat                 |
| Association des critiques de cinéma                                                       | Meilleur acteur dans un film d'action                                                     | Tom Cruise                                                                                 | Nomination              |
| Association des critiques de cinéma                                                       | Meilleurs effets visuels                                                                  | Edge of Tomorrow                                                                           | Nomination              |
| Association des critiques de cinéma                                                       | Meilleur film d'action                                                                    | Edge of Tomorrow                                                                           | Nomination              |
| Cercle des critiques de cinéma de Londres                                                 | Actrice britannique de l'année                                                            | Emily Blunt                                                                                | Nomination              |
| Cercle des critiques de cinéma de l'Oklahoma                                              | Prix OFCC du Meilleur plaisir coupable                                                    | Edge of Tomorrow                                                                           | Lauréat                 |
| MTV Movie Awards                                                                          | Meilleure scène d'action                                                                  | Boucle de la bataille de la mort                                                           | Nomination              |
| Prix Annie                                                                                | Annie de la Meilleure réalisation d'animations dans un film en prises de vue réelles      | Steve Avoujageli, Atsushi Ikarashi, Pawel Grochola, Paul Waggoner et Viktor Lundqvist      | Lauréat                 |
| Prix de la bande-annonce d'or                                                             | Meilleur spot TV de film d'action                                                         | Warner Bros. et Transit                                                                    | Nomination              |
| Prix des blogueurs de cinéma (Portugal) (Cinema Bloggers Awards)                          | Meilleur Son - Compétition Internationale                                                 | Edge of Tomorrow                                                                           | Nomination              |
| Prix du cinéma en ligne italien (IOMA) (Italian Online Movie Awards (IOMA))               | Meilleurs effets spéciaux                                                                 | Edge of Tomorrow                                                                           | Nomination              |
| Prix Empire                                                                               | Meilleure actrice                                                                         | Emily Blunt                                                                                | Nomination              |
| Prix Hugo                                                                                 | Meilleure présentation dramatique (format long)                                           | Christopher McQuarrie, Jez Butterworth, John-Henry Butterworth et Doug Liman               | Nomination              |
| Prix nationaux du cinéma russe (Russian National Movie Awards)                            | Meilleur film d'action étranger de l'année                                                | Edge of Tomorrow                                                                           | Nomination              |
| Société des critiques de cinéma de Denver                                                 | Meilleur film de science-fiction / horreur                                                | Edge of Tomorrow                                                                           | Nomination              |
| Société des effets visuels                                                                | Meilleure photographie virtuel dans un film en prises de vues réelles                     | Albert Cheng, Jose Astacio, Michael Havart et Dion Beebe (attaque sur la plage et à Paris) | Nomination              |
| Société des effets visuels                                                                | Meilleurs simulations et effets par ordinateur dans un film en prises de vues réelles     | Steve Avoujageli, Pawel Grochola, Atsushi Ikarashi et Paul Waggoner (destruction et sable) | Nomination              |
| Société des effets visuels                                                                | Meilleur compositing dans un film en prises de vues réelles                               | Craig Wentworth, Matt Welford, Marie Victoria Denoga, Frank Fieser (pour la plage)         | Nomination              |

## Commentaires

### Analyse
Le thème du recommencement, par un personnage, d'une situation, a fait l'objet de plusieurs films, notamment Un jour sans fin de Harold Ramis avec Bill Murray, une comparaison souvent utilisée. Le film Starship Troopers de Paul Verhoeven est également repris dans les comparaisons.

### Suite
En mai 2017, Doug Liman confirme qu'il développe une suite, d'après une intrigue imaginée par Tom Cruise. Il annonce par ailleurs un titre, Live Die Repeat and Repeat. En 2022, le procès de Village Roadshow et Warner Bros révèle que le studio Hollywoodien développe une série pour Edge of Tomorrow,.